# 拍板

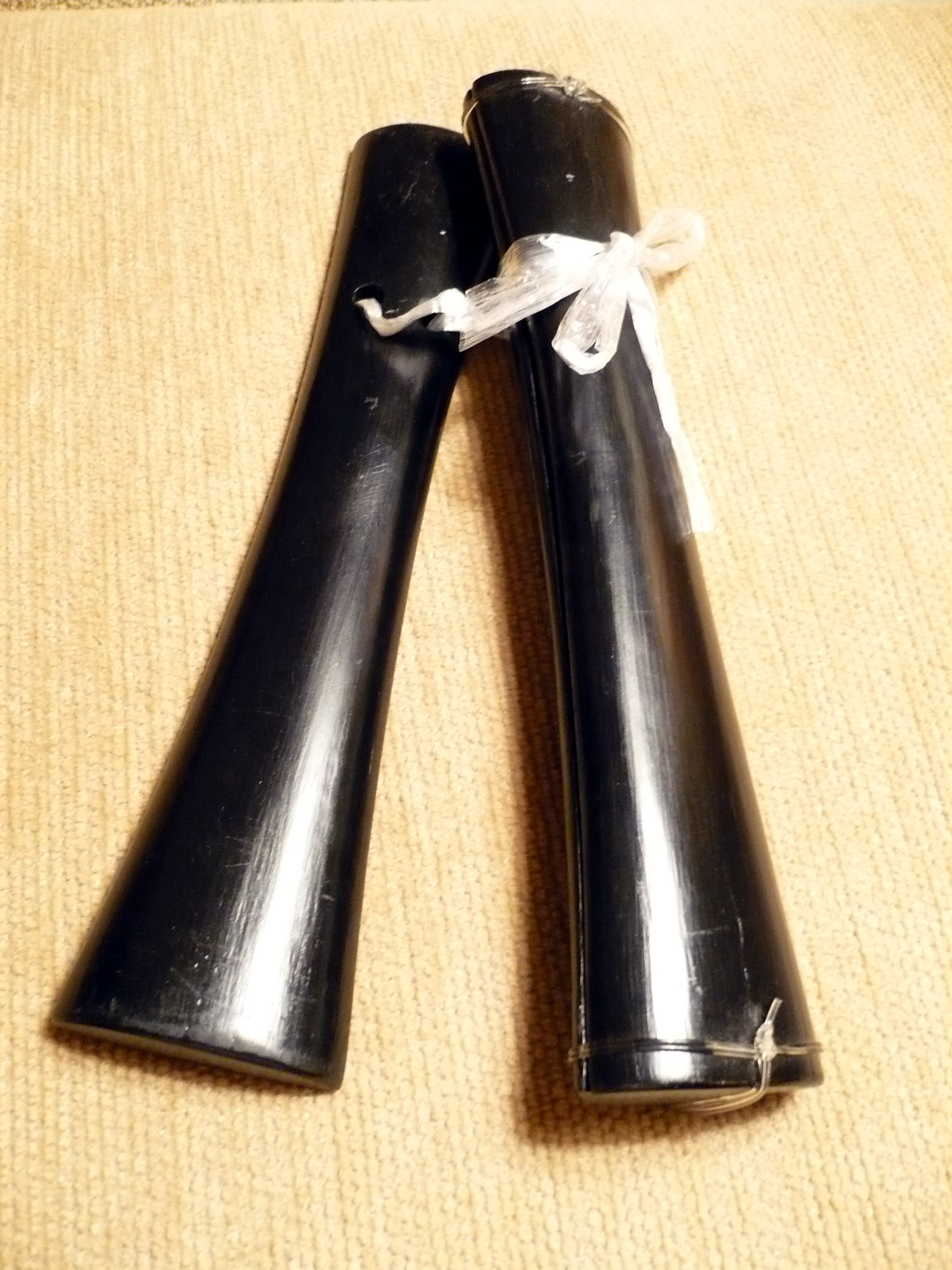
説唱で使用される拍板

拍板（はくばん、パイバン）は、中国の伝統的打楽器。八音では「木」に属する。数片の硬材や竹片からなり、相互に打ち鳴らし音を出す。材料には竹のほか、紫檀、紅木、花梨木などが使われ、2枚の板材を紐で結んで利用する。
その歴史は唐代まで遡ることができ西方からの流入ともいわれる。当時の民間楽「散楽」に使われ、五代の壁画では宮廷楽に使用されていたことが確認されている。
拍板は広範に民間の音楽、説唱、器楽合奏、劇音楽などに使用されている。
しばしば単皮鼓という鼓と組み合わせて使用され、「鼓板」と総称する。ひとりの奏者が右手で鼓をたたきながら左手で拍板を奏する。
- 平等院鳳凰堂の雲中供養菩薩52体の中にアコーディオンの様な形をした「拍板」を携えた像があるが、この「拍板」は「編木」のことである。